# 瓦拉普埃 (夏威夷州)
瓦拉普埃（英語：ʻUalapuʻe）是位於美國夏威夷州茂宜縣的一個人口普查指定地區。截至2010年人口普查，其人口为425。

## 地理
瓦拉普埃的座標為21°03′42″N 156°49′53″W / 21.06167°N 156.83139°W，而該地最高點為海拔高度9米（即30英尺）。

## 人口
根據2010年美國人口普查的數據，瓦拉普埃的面積為9.42平方千米，當中陸地面積為8.20平方千米，而水域面積為1.22平方千米。當地共有人口425人，而人口密度為每平方千米45.12人。